# Somone
Somone, spesso chiamata La Somone, dal nome di un piccolo fiume locale, è una località del Senegal. Si trova lungo la Petite Côte, a 77 km a sud di Dakar.

## Geografia e clima
Somone dista 17 km dal capoluogo dipartimentale di M'bour e 5 km dalla stazione balneare di Saly Portudal.
A Somone vige una stagione secca e fresca che va da novembre fino a inizio giugno. Vi è poi una stagione caldo-umida e piovosa da metà giugno a inizio ottobre. Tra ottobre e dicembre il clima risulta abbastanza caldo, con massime intorno ai 30 °C, con acque con temperature elevate, intorno ai 26-28 °C. Tra gennaio e marzo la temperatura dell'aria è discreta, mentre l'oceano presenta valori di 20-21 °C.

## Amministrazione
Somone fa parte della Comunità rurale di Sindia, a sua volta parte del Dipartimento di M'bour nella Regione di Thiès. La località è stata eretta a Comune nel luglio 2008.
Nel perimetro comunale è presente una laguna, parte di una grande riserva naturale comunitaria.

## Attività economiche
Il villaggio di Somone è una piccola stazione balneare che vive di turismo, ma numerosi residenti stanno sviluppando il settore immobiliare.

## Luoghi d'interesse
A Somone è presente una laguna, grande riserva naturale gestita dalla popolazione locale. La costa è formata da una spiaggia dalla forma peninsulare, che crea così tre diverse rive. Un piccolo corso d'acqua separa la spiaggia dalla parte nord della costa. Ad ovest la spiaggia affaccia invece sull'Atlantico, dove sono praticabili sport acquatici grazie alle onde alte. Ad est è invece presente un esteso dormitorio di uccelli, visitabile in piroga. Qui sono presenti numerosi canali di acqua salmastra costeggiati dalla mangrovia. Una piccola spiaggia tra i canali ospita un baobab nano venerato dalla popolazione locale.
Nella laguna sono presenti diverse specie di uccelli, come egrette, aironi e pellicani.